# سنگ‌نگاره‌های قشلاق‌های جیریا
سنگ نگاره‌های قشلاق‌های جیریا مربوط به دوران‌های تاریخی پس از اسلام است و در شهرستان اراک، بخش مرکزی، دهستان ساروق، روستای جیریا، منطقه قشلاق‌ها واقع شده و این اثر در تاریخ ۱۸ اسفند ۱۳۸۷ با شمارهٔ ثبت ۲۵۳۸۲ به‌عنوان یکی از آثار ملی ایران به ثبت رسیده است.